# Yelandur
Yelandur is een panchayatdorp in het district Chamarajanagar van de Indiase staat Karnataka. 

## Demografie
Volgens de Indiase volkstelling van 2001 wonen er 8.583 mensen in Yelandur, waarvan 51% mannelijk en 49% vrouwelijk is. De plaats heeft een alfabetiseringsgraad van 58%.